# Ente nazionale sordi
Die Ente nazionale per la protezione e l'assistenza dei sordi ETS APS (kurz Ente nazionale sordi – ENS) ist der älteste Verband der italienischen Gehörlosenkultur. Sie ist seit dem 16. Juni 2022 im einheitlichen nationalen Register des Dritten Sektors, Abschnitt „Verbände zur sozialen Förderung“ eingetragen.

## Geschichte

### Stiftung
Die ENS entstand am 24. September 1932 in Padua, am Tag des Heiligen Antonius, aus dem Zusammenschluss verschiedener Verbände mit dem Ziel, eine einheitliche Vertretung der italienischen Gehörlosen zu schaffen. Die Geschichte der ENS ist eine intensive Geschichte, eine Geschichte von Menschen, die an die Einheit, an gemeinsame Ziele und an die Stärke einer Gemeinschaft glaubten. Antonio Magarotto aus Padua hatte dann eine Idee, mit der er das 1922 vom faschistischen Regime verhängte Verbot umgehen konnte : Er brachte gehörlose Menschen aus ganz Italien unter dem Vorwand der Feierlichkeiten zum 700. Todestag des Heiligen Antonius zusammen, wogegen die Regierung sicherlich nichts einzuwenden hatte. So erkannten die Gehörlosen den Wert der Einheit und konnten in einer hitzigen Debatte den Grundstein für die neue Union legen. An der Konferenz nahmen praktisch alle italienischen Gesellschaften teil, vor allem die beiden verfeindeten Verbände, die vom 24. bis 26. September 1932 in Padua die Protagonisten sehr hitziger und kritischer Auseinandersetzungen waren, die jedoch offensichtlich nicht destruktiv waren. Am Ende der Konferenz wurde der sogenannte Padua-Pakt verabschiedet, der die Geburt einer einzigen italienischen Gehörlosenvertretung markierte und für die die öffentliche Anerkennung der Regierung beantragt wurde. Zu Beginn der Assoziativbewegung waren gehörlose Menschen auf rechtlicher und sozialer Ebene praktisch jeglicher Rechte beraubt: Sie wurden mit Subjekten gleichgesetzt, die weder verstehen noch wollen konnten, und waren von allen juristischen Fakultäten ausgeschlossen. Sie hatten kein Recht auf Bildung, außer an religiösen Instituten oder bei Privatlehrern. Ab 1784 wurde Taubstummheit in Italien erstmals als soziales Problem thematisiert, als dank des Beispiels des ersten Pionierpädagogen für Gehörlose, Tommaso Silvestri, mehrere Schulen für Gehörlose gegründet wurden, zunächst in Rom und später in anderen italienischen Städten.

### Historische Assoziationen
Der erste Verein, von dem man sicher weiß, wurde 1874 in Mailand unter dem Namen Società di mutuo soccorso Cardano gegründet. Von diesem Moment an führte dieses Beispiel zur Gründung vieler weiterer Gesellschaften, wie sie damals genannt wurden, in Turin, Genua und dann in anderen Städten. Der
erste internationale Kongress der Taubstummen fand 1911 in Rom statt und nach dem Ersten Weltkrieg, der viele der Samen dieses mutigen Anfangs weggespült hatte, wurden die Kontakte zwischen den verschiedenen Gesellschaften mühsam wieder aufgenommen, bis nach dem Krieg dank der unermüdlichen Arbeit von Giuseppe Enrico Prestini die Unione Italiana Sordomuti in Rom gegründet werden konnte. Die Konferenz der italienischen Gehörlosen, die 1920 in Genua stattfand, wurde von der Federazione italiana delle associazioni fra i sordomuti (FIAS) organisiert. Die darauffolgende Konferenz in Rom im Jahr 1922 schlug die Aktionslinien der neu gegründeten Kraft zur Forderung der Rechte vor: Schulpflicht für Gehörlose, Ausbildung und Arbeitsvermittlung für Gehörlose, Einrichtung einer Schirmherrschaft zur Verteidigung und Unterstützung gehörloser Arbeitnehmer bei Konflikten mit Privatpersonen und Institutionen. Die erste staatliche Anerkennung zugunsten der Taubstummen erfolgte 1923 mit der Verabschiedung des Gesetzes zur Schulpflicht, das dank der Tätigkeit der FIAS erreicht wurde. Es bildeten sich zwei gegensätzliche Interpretationslinien hinsichtlich der Prioritäten der programmatischen Punkte und der Methoden zur Umsetzung der Forderungen sowie einiger grundlegender Prinzipien im Zusammenhang mit dem Konzept der Taubstummheit.

### Die Spaltung
Die Konfrontation führte zur Abspaltung einiger Gesellschaften von der Föderation, die 1924 eine weitere nationale Organisation gründeten, die Unione sordomuti italiani. Von diesem Moment an vertieften sich die Gegensätze immer mehr, was zur Einberufung getrennter Kongresse führte, auf denen zwei unterschiedliche programmatische Linien definiert wurden: Entweder man wollte die kulturelle Besonderheit der Gehörlosen privilegieren oder man wollte das Modell der Hörenden akzeptieren und versuchen, die Kluft zu überbrücken. Im Jahr 1930 verbot die Regierung der faschistischen Ära den Gehörlosenverbänden die Abhaltung nationaler Konferenzen – möglicherweise aus Gründen, die wir heute als „imagebedingt“ bezeichnen würden.

## Die Gesetzgebung
Die offizielle Anerkennung erfolgte erst mit dem Gesetz vom 12. Mai 1942 Nummer 889, doch in der Zwischenzeit hatte die Kraft der Einheit die Gelegenheit, sich in einem sehr wichtigen Ereignis zu zeigen, das das Leben der italienischen Gehörlosen für immer revolutionierte: die Aufhebung der Bestimmungen des italienischen Zivilgesetzbuches im Jahr 1938, die gehörlose Menschen disqualifizierten, und die Erlangung der vollen Rechtsfähigkeit, die es Gehörlosen von diesem Moment an ermöglichte, die gleichen bürgerlichen Rechte zu genießen wie alle anderen Untertanen des Königreichs Italiens. Mit Gesetz vom 21. August 1950 mit dem vom damaligen Direktor Cesare Magarotto dringend gewünschten Gesetz Nr. 698 wurde die Nationale Institution für Gehörlose umorganisiert und ihr aufgrund der Bedeutung der auf nationaler Ebene wahrgenommenen Aufgaben der Vertretung und des Schutzes aller italienischen Gehörlosen eine öffentlich-rechtliche Rechtspersönlichkeit zuerkannt. Im Anschluss an die durch das Dekret Nr. erforderliche administrative Dezentralisierung. Mit dem Dekret Nr. 616 aus dem Jahr 1977 wurde die ENS, wie andere historische Behindertenvereinigungen auch, in eine juristische Person des Privatrechts umgewandelt, wobei die in einem späteren Dekret von 1979 anerkannten Vertretungs- und Schutzaufgaben erhalten blieben. Seit ihrer Gründung hat die ENS mehrere strukturelle Veränderungen durchgemacht und sich dabei kontinuierlich erneuert, den zentralen Schwerpunkt ihrer Tätigkeit jedoch beibehalten: den täglichen Kampf für die kontinuierliche Verbesserung der Lebensqualität gehörloser Menschen. Eine wichtige rechtliche Transformation ist das Ergebnis eines starken politischen Kampfes und einer Mobilisierung auf der Straße, die zur Definition und Verabschiedung des Gesetzes vom 20. Februar 2006 Nr. 95 geführt hat, mit dem in allen geltenden Rechtsvorschriften der Begriff „taubstumm“ durch den Begriff „gehörlos“ ersetzt wird.

## Mission
Die Mission von ENS ist die Integration in die Gesellschaft, die Förderung der Identität, Autonomie und vollständigen menschlichen Entfaltung gehörloser Menschen.
Die Nationale Agentur für den Schutz und die Unterstützung Gehörloser ETS APS (ENS) ist die nationale Agentur, die für den Schutz und die Unterstützung Gehörloser zuständig ist. Registriert bei RUNTS, Abteilung Sozialförderungsvereine (übertragen aus dem nationalen Register der Sozialförderungsvereine beim Ministerium für Arbeit und Sozialpolitik, Ministerialerlass vom 10. Oktober 2002).
Gemäß Gesetz vom 12. Mai 1942 Nr. 889 ENS wurde als juristische Person gemäß Gesetz vom 21. August 1950 Nr. gegründet. 698 wurde als juristische Person zum Schutz und zur Unterstützung Gehörloser anerkannt, unter anderem mit dem ausdrücklichen Ziel, Gehörlose in das gesellschaftliche Leben einzuführen.
Die oben genannten Ziele behielt die ENS auch nach Erlass des Präsidialerlasses vom 31. März 1979 bei, mit dem sie in eine juristische Person des Privatrechts umgewandelt wurde. die Kunst. 2 des genannten Präsidialerlasses sieht vor, dass „die ENS ihre Verbandspflichten sowie die der Vertretung und des Schutzes von Hör- und Sprachbehinderten gemäß den geltenden Gesetzen und gesetzlichen Bestimmungen beibehält“.
Das ENS ist außerdem:
- vom italienischen Paralympischen Komitee (CIP) als Benemerita-Verband anerkannt;
- Eingetragen im Register der Stellen des Zivildienst

## Organisation
Die ENS ist im ganzen Land durch 104 Provinzialsektionen, 18 Regionalräte sowie lokale und interkommunale Vertretungen vertreten.

### Zentrale Stellen
- Congresso nazionale
- Assemblea nazionale
- Consiglio direttivo
- Presidente nazionale
- Collegio dei probiviri
- Organo centrale di controllo

### Periphere Organe
- Congressi regionali
- Assemblee regionali
- Consigli regionali
- Presidenti regionali
- Collegi regionali dei sindaci
- Segretari regionali
- Congressi provinciali
- Assemblee provinciali
- Consigli provinciali
- Presidenti provinciali

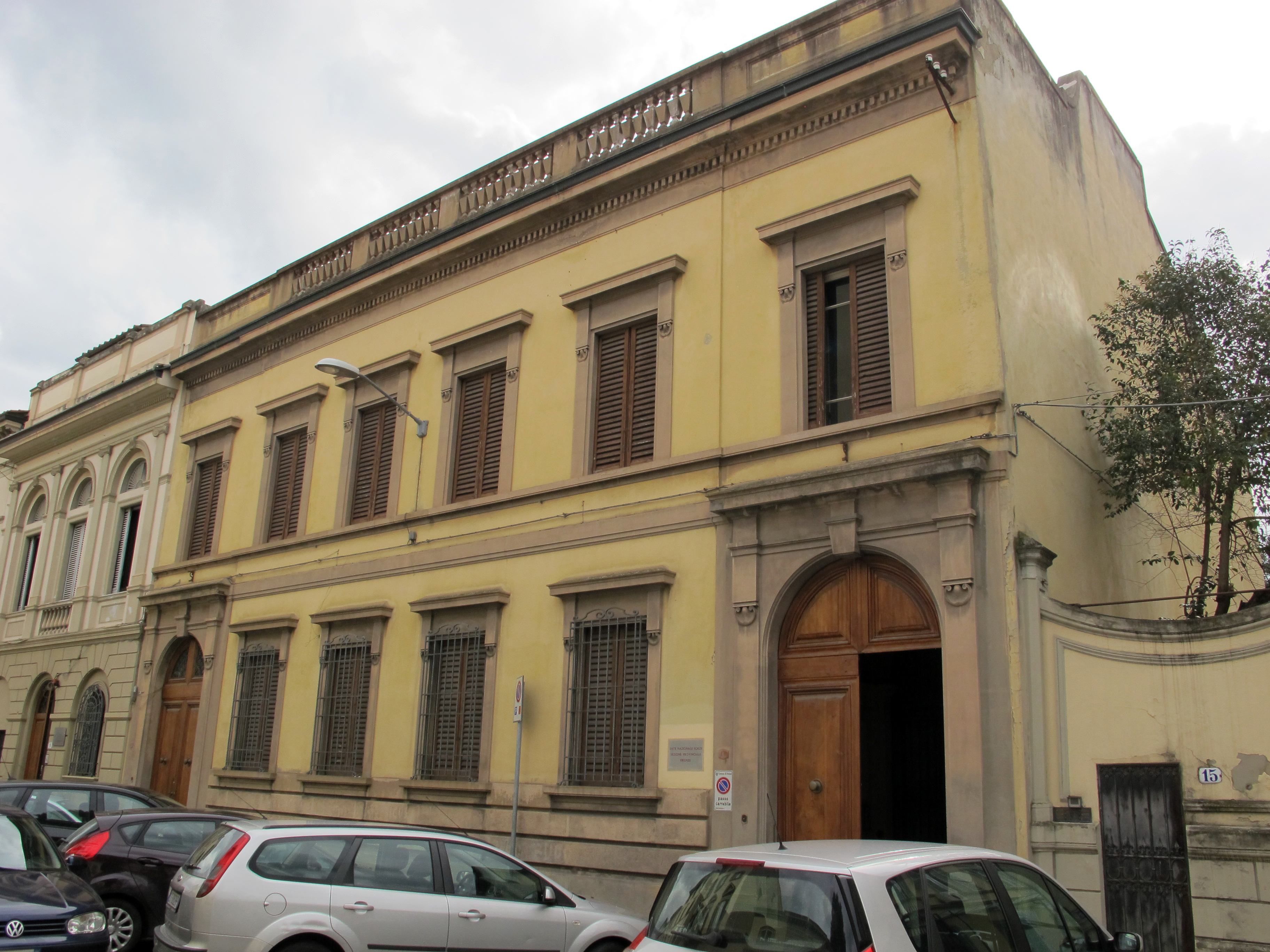
Provinzhauptsitz von Florenz

- Rappresentanze intercomunali e locali
- Rappresentanti intercomunali e locali
- Coordinatori intercomunali e locali

### Bereiche
- Politiche del lavoro, servizio civile, bilancio del Comitato Giovani Sordi Italiani (CGSI).
- Storia dei Sordi, terza età, biblioteca, settore spirituale e pari opportunità.
- Multimedia, tempo libero, cinema, teatro e videoteca.
- Scuola e università, politiche per la famiglia, rapporti col CGSI.
- Coordinamento osservatori regionali, sanità, coordinamento legislativo periferico, fund raising, coordinamento progetti su eventi speciali.

Politiche per lo Sport, rapporti internazionali con WFD ed EUD, LIS e formazione.

### Zentren
- Centro di documentazione biblioteca “Vittorio Ieralla”
- Centro produzione video –Museo “I Sordi Italiani”
- Museum internazionale sport silenzioso “Francesco Rubino”

## Struktur
- Comitato Giovani Sordi Italiani (CGSI)
- Comitato Nazionale Sordi con più Disabilità (CoNaSD)
- Comitato Nazionale Donne Sorde
- Area Università, Scuola, Famiglie (USF)
- Area Formazione (docenti LIS)

## Tätigkeit
Die ENS ist Mitglied und Gründerin der WFD (Weltverband der Gehörlosen), die 1951 in Rom gegründet wurde, von den wichtigsten internationalen Organisationen, einschließlich der UNO, anerkannt wird und ihren operativen Hauptsitz in Helsinki hat, und der EUD (European Union of the Deaf) seit 1985 mit Hauptsitz in Brüssel und befolgt die Richtlinien der EU (Europäische Union). ENS ist außerdem Gründungsmitglied der FAND (Federazione tra le associazioni nazionali delle persone con disabilità) sowie anderer historischer Vereinigungen, die Menschen mit Behinderungen vertreten und schützen: UICI (Unione italiana dei ciechi e degli ipovedenti), ANMIC (Associazione nazionale mutilati e invalidi civili), ANMIL (Associazione nazionale fra lavoratori mutilati e invalidi del lavoro), UNMS (Unione nazionale mutilati per servizio). ENS ist Mitglied des FID (Forum Italiano sulla Disabilità), des EDF (European Disability Forum) und des Forum Nazionale del Terzo Settore.

## Mitglieder
- 2006: 30.547[6]
- 2007: 30.256[6]
- 2008: 30.067[6]
- 2009: 29.477[6]
- 2010: 28.732[6]
- 2011: 28.357[7]
- 2012: 25.618[8]
- 2013: 25.756[9]
- 2014: 25.757[10]
- 2015: 25.897[11]
- 2016: 26.262
- 2017: 25.947[12]
- 2018: 25.658[13]
- 2019: 24.975[14]
- 2020: 23.675[15]
- 2021: 21.782[16]
- 2022: 22.258[17]
- 2023: Daten nicht verfügbar

## Präsidenten
- Giovanni De Carlis[18] (1948 - 1950)[19]
- Vittorio Ieralla (1950 - 1982)
- Furio Bonora[20] (1982 - 1987)
- Armando Giuranna[21][22] (1987 - 1995)
- Ida Collu[23][24] (1995 - 2011)
- Giuseppe Petrucci[25] (2011 - 2021)
- Raffaele Angelo Cagnazzo[25] (seit 2021)

## Kongresse
- XXIII Congresso Santa Margherita di Pula (2008)[26]
- XXIV Congresso Rocca di Papa (2011)[27]
- XXV Congresso Montesilvano (2015)[28]
- XXVI Congresso Roma (30-31 luglio 2021)[29]
- XXVII Congresso Isola delle Femmine (12-15 maggio 2022)[30]
- XXVIII Congresso Roma (23 luglio 2022)[31]

## Museum
Im Hauptquartier gibt es ein Museum, das den Pionieren gewidmet ist, die sowohl ENS als auch WFD gegründet haben. Außerdem gibt es ein Archiv mit Dokumenten und historischen Fotos. Es gibt auch eine Zeitungsbibliothek.

## Medien

### Comic-Bücher
2019 erschien der Comic Fratelli di Silenzio über die Gründungsgeschichte der einzigen italienischen Gehörlosenorganisation durch den Gründer Antonio Magarotto.

### Zeitung
Parole & Segni (P@role & Segni) war eine italienische zweimonatlich erscheinende Zeitschrift für ENS-Mitglieder.
Das zweimonatlich erscheinende Magazin war eine Zeitschrift, die gehörlosen Menschen vorbehalten war. Sie abonnierten es und erhielten Informationen über Gehörlosigkeit und das leggi per i disabili uditivi. Jedes Jahr legte der Verein seinen Jahresabschluss vor.
Die Seiten widmeten sich den Aktivitäten der Vereine der einzelnen Landesteile, von sportlichen Aktivitäten, über kulturelle Kuriositäten bis hin zu den Veröffentlichungen der Seminare, den Workshops des Gehörlosenjugendausschusses zu den Problemen von Schule und Familie, von der Erziehung bis zur schulischen Inklusion.